# Andreas Lange (Dichterjurist)

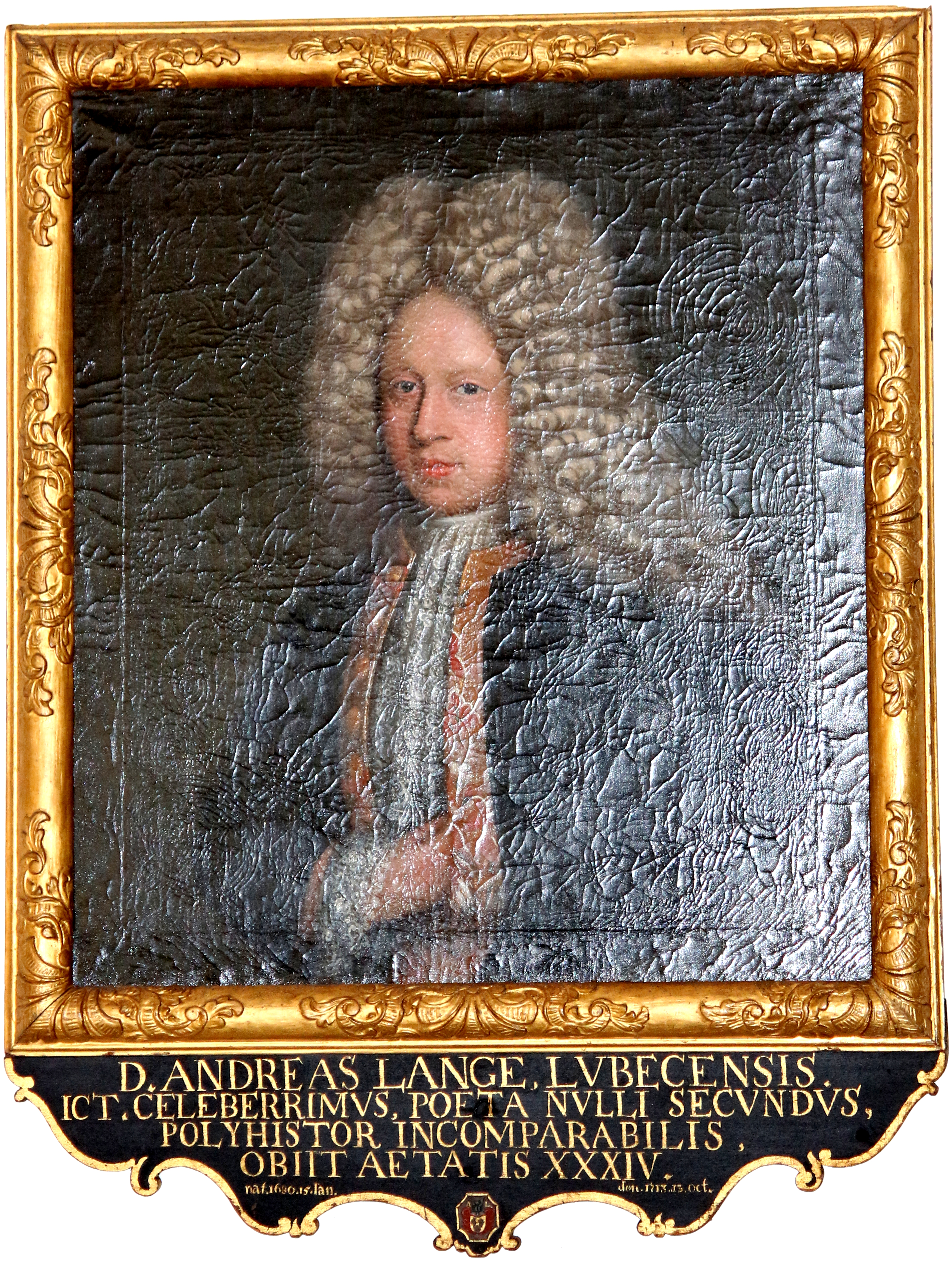
Porträt in der Stadtbibliothek (Lübeck)

Andreas Lange (* 1680 in Lübeck; † 13. Oktober 1713 ebenda) war ein deutscher Jurist und Dichter.

## Leben und Wirken
Lange studierte Rechtswissenschaften an den Universitäten Helmstedt und Leipzig. In Leipzig wurde er 1703 mit einer Dissertation De aequitate juris Lubecensis zum Doctor iuris utriusque promoviert. Nach einer längeren Grand Tour kehrte er in seine Heimatstadt zurück und wurde hier Rats-Consulent. Er spezialisierte sich auf Seerecht und Schifffahrtsrecht und veröffentlichte 1713 eine erste grundlegende Einführung und Sammlung zu diesem Rechtsgebiet.
Neben seiner anwaltlichen Tätigkeit war Lange als Dichter und Übersetzer bekannt. Er übersetzte die Fabeln Aesops in deutsche Verse, ebenso Torquato Tassos Aminta, und schuf die Libretti für Johann Christian Schieferdeckers Lübecker Abendmusiken der Jahre 1707–1713. Auch die Abendmusiken 1714 benutzten noch einen Text von ihm. Die von ihm gesetzten Maßstäbe und Regeln bestimmten die Aufführungen fast 100 Jahre lang.
Ein Porträt Langes hängt im Mantelssaal der Lübecker Stadtbibliothek.

## Schriften
- De aequitate juris Lubecensis. Leipzig, Univ., Diss., 1703
- Brevis Introductio in Notitiam Legum Nauticarum et Scriptorum Juris Reique Maritimae. Lübeck: Böckmann 1713 (Digitalisat des Exemplars der Bibliothèque nationale de France); ²1724

### Abendmusiken
- 1707: Weynachts-Gedanken.
- 1708: Die Historia der ersten Eltern.
- 1709: Die Aufopferung Isaacs.
- 1710: Die Erniedrigung und Erhöhung Josephs.
- 1711: Die Ausführung der Kinder Israel aus Egypten.
- 1712: Der irdische Simson.
- 1713: Die Einführung ins Land Canaan.
- 1714: Der königliche Prophete David.[3]